# Nestivalius sulawesiensis
Nestivalius sulawesiensis är en loppart som beskrevs av Mardon et Durden 2003. Nestivalius sulawesiensis ingår i släktet Nestivalius och familjen Stivaliidae. Inga underarter finns listade i Catalogue of Life.